# إيغور سيسلنغ
إيغور سيسلنغ (بالهولندية: Igor Sijsling)‏ مواليد 18 أغسطس 1987 في أمستردام، هولندا. هو لاعب كرة مضرب هولندي. وصل للمبارة النهائية في بطولة أستراليا المفتوحة 2013 لزوجي الرجال مع مواطنه روبن هاسي، بعد خسارتهم من الأخوين براين.

## روابط خارجية
- إيغور سيسلنغ على موقع رابطة محترفي التنس (الإنجليزية)
- إيغور سيسلنغ على موقع الاتحاد الدولي لكرة المضرب (الإنجليزية)
- إيغور سيسلنغ على موقع كأس ديفيز (الإنجليزية)
- إيغور سيسلنغ على موقع خلاصة التنس.كوم (الإنجليزية)
- إيغور سيسلنغ على موقع إي إس بي إن.كوم (الإنجليزية)